# Еремберт фон Фрайзинг
Еремберт (на немски: Erembert, Erenbert, Erchinpreht, Erchanpert, Erchinbert, Erchembert, † 747/748) е от 739 до 747/748 г. вторият епископ на Фрайзинг.

## Биография
Той е брат на Свети Корбиниан. Еремберт е абат на основабия от брат му бенедиктински манастир до Фрайзинг. През 739 г. Еремберт е издигнат на епископ на Фрайзинг и прави църквата във Фрайзинг на катедрала.
Еремберт е също възпитател на наследника си Йозеф от Верона.